# Cabarzia trostheidei
La cabarzia (Cabarzia trostheidei) è un tetrapode estinto, appartenente ai varanopidi. Visse nel Permiano inferiore (circa 295 milioni di anni fa) e i suoi resti fossili sono stati ritrovati in Germania.

## Descrizione
Questo animale è noto per uno scheletro postcranico eccezionalmente conservato; era vagamente simile a una lucertola e doveva essere lungo circa mezzo metro. Cabarzia era molto simile a un altro varanopide del Permiano molto più recente, Mesenosaurus, e come questo era dotato di zampe posteriori allungate, zampe anteriori snelle ma di lunghezza ridotta, di un corpo snello e di una lunga coda. A differenza di Mesenosaurus, Cabarzia era dotato di falangi ungueali ricurve, che indicano la presenza di forti artigli e le probabili abitudini predatorie dell'animale.

## Classificazione
Cabarzia trostheidei venne descritto per la prima volta nel 2019, sulla base di resti fossili rinvenuti nella formazione Goldlauter in Germania, risalente all'Asseliano o al Sakmariano (inizio del Permiano inferiore). Cabarzia è considerato un rappresentante dei varanopidi, un gruppo di tetrapodi vagamente simili a lucertole, tipici del Permiano, dalle affinità non completamente chiare: solitamente considerati pelicosauri, secondo revisioni recenti i varanopidi potrebbero essere rettili a tutti gli effetti, vicini all'origine dei diapsidi. Cabarzia, in particolare, è incluso nella sottofamiglia Mesenosaurinae, che comprende varanopidi particolarmente piccoli e agili, ed è il più stretto parente di Mesenosaurus.

## Paleobiologia
Lo studio delle proporzioni delle zampe di Cabarzia ha indicato che questo animale potrebbe essere stato un bipede facoltativo, come anche l'affine Mesenosaurus. Ciò implicherebbe che questo tipo di locomozione possa essersi sviluppata nei tetrapodi almeno 15 milioni di anni prima di quanto precedentemente ritenuto.